# Decreto ministerial
Un decreto ministerial (D.M.), en el sistema jurídico italiano, es un acto administrativo promulgado por un ministro en el ejercicio de su función y en el ámbito de las área de competencia del suyo dicasterio. Cuando este tipo de acto está promulgado por el presidente de la Junta de los ministros coge la denominación de decreto del presidente de la Junta de Ministros (d.P.C.m.). Si un decreto requiere por ley la competencia de diversos dicasterios y por lo tanto debe ser adoptado de concierto entre los mismos, se habla de decreto entreministerial.

## Características
A través de la forma del decreto ministerial pueden estar puestas tan normas generales y abstractas, cuánto disposiciones particulares: en el primer caso un decreto ministerial riveste naturaleza de regulación y constituye así pues una fuente de la legislación autónoma; en el según caso este constituye un mero apto administrativo.

### Los decretos regulación
El poder reglamentar atribuido al Gobierno, en cuánto órgano colegial, y a los únicos Ministros está disciplinado en vía general por el art. 17 de la Ley 23 agosto 1988, n. 400. Pero, en cuánto fuente secundaria, en base al sistema gerarchico italiano de las fuentes del derecho disciplinado por la Constitución de estado, este no puede estar ejercitado en concreto sin una norma de ley ordinaria que lo autorice. Para el mismo motivo, las regulaciones no pueden ni siquiera derogar, cuanto al contenido, a la Constitución y a los actos de derecho superordinados , ni pueden tener a objeto incriminaciones penales, en vista de la reserva absoluta del derecho vigente en esta materia  (art. 25 de la Constitución italiana).
Con específica referencia al poder de reglamentar de los únicos ministerios, según el art. 17, párrafo 3 y 4 de la ley n. 400/1988, con decreto ministerial se pueden adoptar regulaciones en las áreas de competencia del ministro o de autoridades subordinadas al ministro, cuando la ley expresamente confiera tal poder. Tales regulaciones, para áreas de competencia de más ministros, pueden estar adoptados con decretos entreministeriales, sin olvidar la necesidad de un especifico permiso por la ley. Las regulaciones ministeriales y entreministeriales no pueden dictar normas contrarias a aquellas de las regulaciones emanadas del Gobierno en cuánto órgano colegial y deben estar comunicados al Presidente de la Junta de los ministros antes de su emanación. También las regulaciones ministeriales y interministeriali, como aquellos gubernamentales están adoptados previo parecer de la Junta de Estado y sometidos al visto y a la grabación de las Cortas de las cuentas y publicados en la Gazzetta Oficial.
Cuando el órgano emisor es el mismo Presidente de la Junta de los ministros, en el ámbito de las funciones de coordinamento y dirección política-administrativa atribuidas a el , la regulación se promulga en la forma de decreto del Presidente de la Junta de los ministros (d.P.C.m.).
Un decreto-regulación como dicho está prescrito siempre por una específica norma de ley, que después de haber perfilado los príncipes fundamentales de una fecha area (a ejemplo, la clasificación de las calles), confía la exacta definición técnica y la actuación al ministro competente, que la efectúa con propio decreto. Bajo este aspecto, el decreto ministerial reglamentar no va pero confundido con el decreto legislativo, que es en cambio un acto habiendo fuerza de ley emanada del Gobierno en el suyo junto con seguido de una ley de delega parlamentaria.
Materiales objeto de reglamentación ministerial pueden ser, a ejemplo, la predisposición de una regulación sanitaria, modificaciones e integraciones de detalle en materia de economía y finanza pública, la clasificación de determinados bienes o producidos, la organización y los procedimientos administrativos, y así siguiendo.

### Los decretos - acto administrativos
El decreto ministerial puede también contener sólo disposiciones particulares y discrecionales, como en el caso de los nombramientos de dirigentes ministeriales o de entes públicos sometidos a la autoridad ministerial, pero en tal caso este no constituye una fuente del derecho, sino un mero acto administrativo, especialmente una acto de alta administración.